# 북쪽왕관자리 은하단
북쪽왕관자리 은하단(영어: Corona Borealis Cluster)은 북쪽왕관자리에 있는 은하단이다. 400개의 은하가 밀집하여 모여 있다. 에이벨 은하단 목록에는 2065번으로 올라와 있다.